# Stăncești (okręg Gorj)
Stăncești – wieś w Rumunii, w okręgu Gorj, w gminie Mușetești. W 2011 roku liczyła 370 mieszkańców.